# Tour Rembrandt
Pour les articles homonymes, voir Rembrandt (homonymie).
La tour Rembrandt (en néerlandais : Rembrandttoren) est un gratte-ciel de 150 mètres de hauteur (hauteur totale de la structure flèche comprise) construit à Amsterdam aux Pays-Bas de 1991 à 1995 et a été nommée en référence au peintre Rembrandt. 
La hauteur du toit (sans la flèche donc) est de 135 mètres. L'immeuble abrite des bureaux. La surface de plancher de l'immeuble est de 30 000 m2. (ce qui est peu pour un gratte-ciel).
En 2023, c'était l'un des dix plus hauts gratte-ciel des Pays-Bas et le plus haut d'Amsterdam.
Les architectes sont l'agence américaine SOM et l'agence néerlandaise ZZ+P Architecten

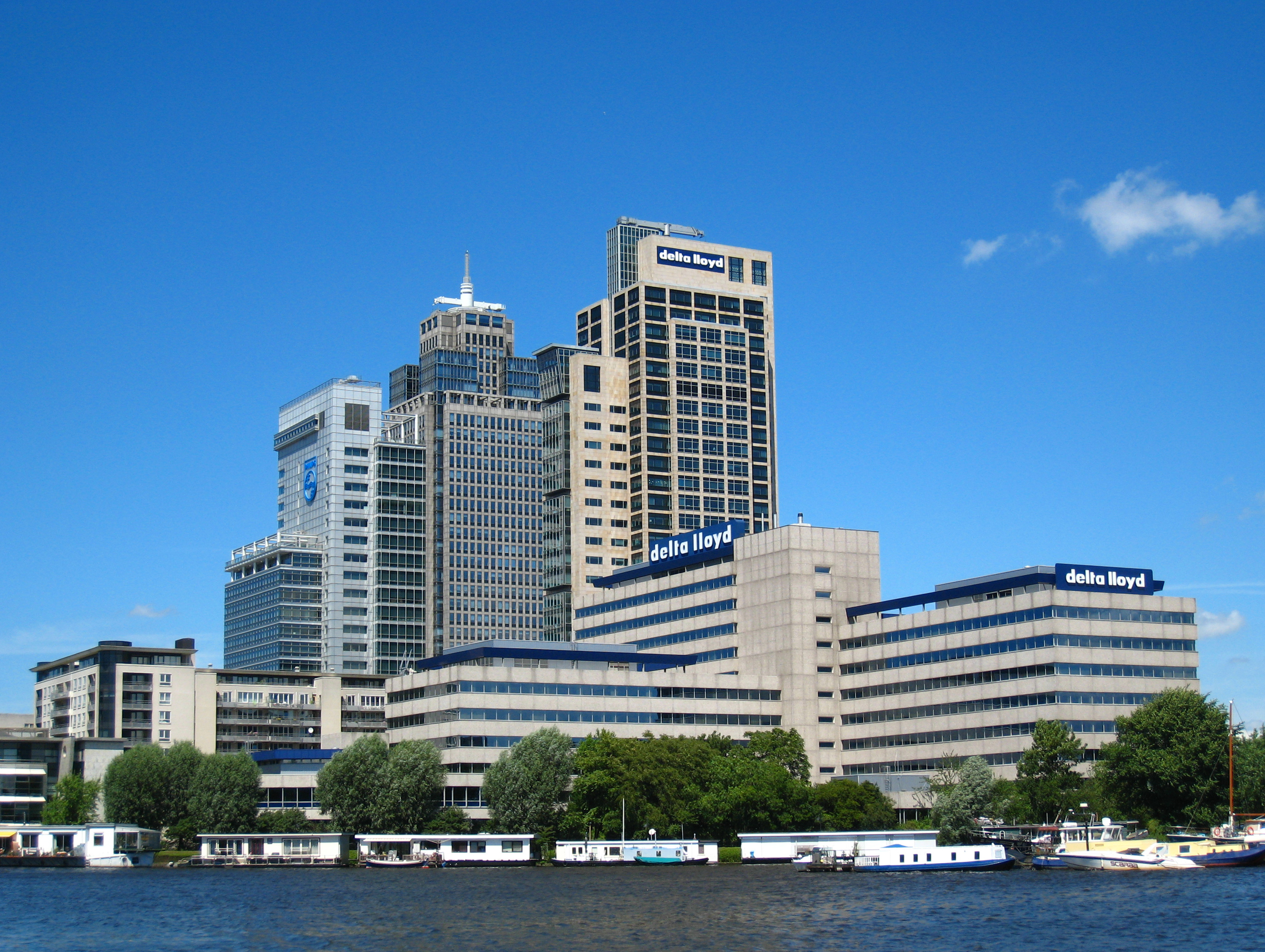
La tour Rembrandt avec la tour Breitner et la tour Mondrian
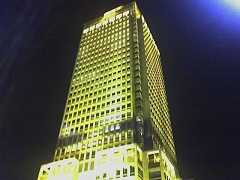
La tour Rembrandt la nuit
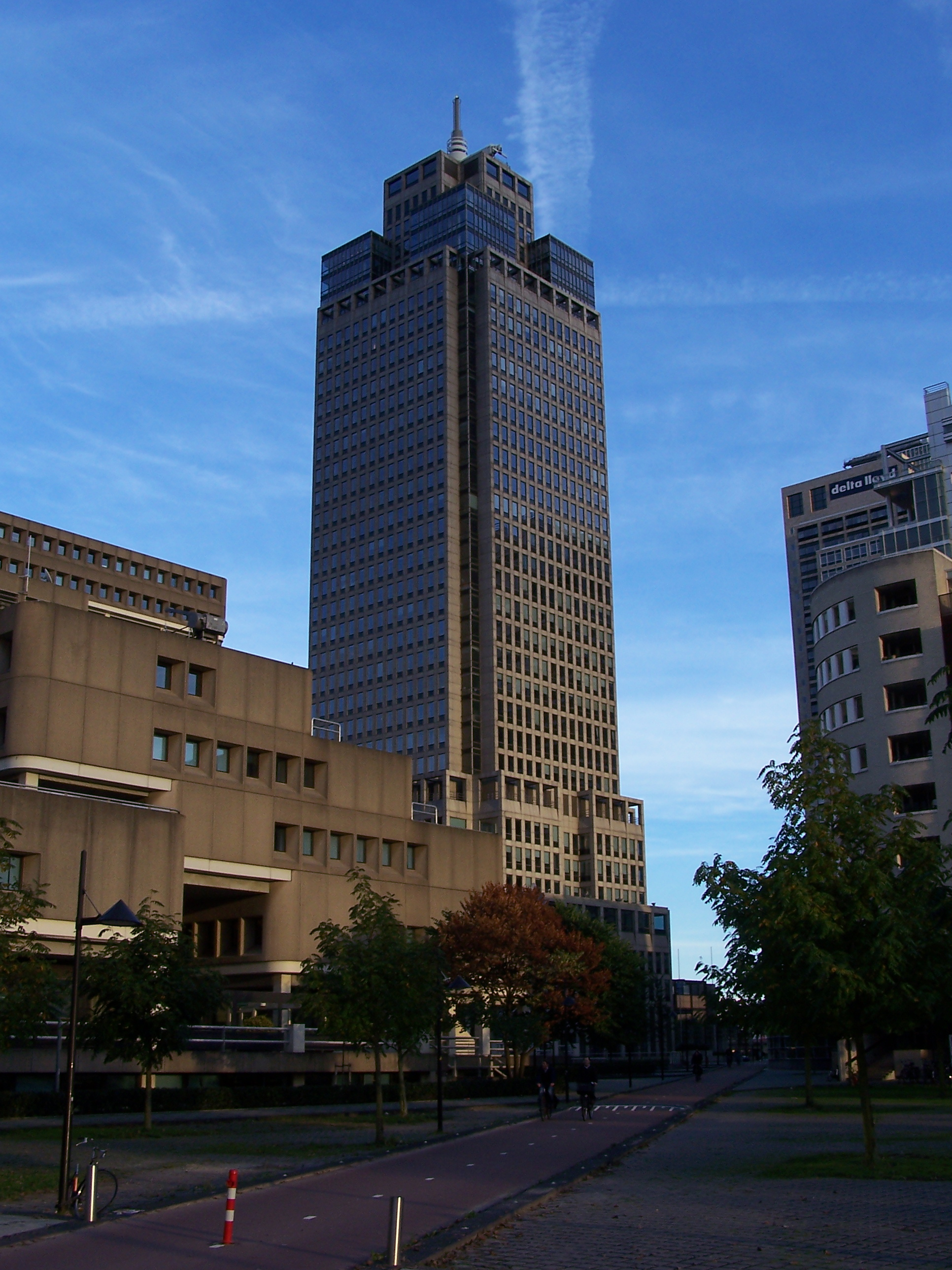
Une autre vue de la tour Rembrandt